# Васильево-Петровское
Васи́льево-Петро́вское — село в Азовском районе Ростовской области.
Входит в состав Задонского сельского поселения.

## География
Расположен в 18 км (по дорогам) южнее районного центра — города Азов.

### Улицы
- ул. Азовская,
- ул. Демьяна Бедного,
- ул. Жданова,
- ул. Ленинградская,
- ул. Садовая,
- пер. Школьный.

## Население
| 1989 | 2002 | 2010 |
| ---- | ---- | ---- |
| 375  | ↗465 | ↗519 |

Национальный состав
Согласно результатам переписи 2002 года, в национальной структуре населения русские составляли 67 %, турки — 29%.

## Известные люди
Здесь родился Красюченко, Фёдор Павлович  (1924-1991) — участник Великой Отечественной войны, полный кавалер ордена Славы.